# Марійська релігія
Марійська традиційна релігія (марій. Чимарий йӱла) — традиційна релігія марійців. Являє собою синкретичний сплав традиційних вірувань  і монотеїзму.

## Вірування та ритуали
Марійська релігія ґрунтується на вірі в сили природи, яку людина повинна шанувати та поважати. До початку розповсюдження монотеїстичних навчань марійці шанували багатьох богів відомих під назвою Юмо, визнаючи при цьому зверхність Верховного Бога (Кугу-Юмо). В XIX столітті традиційні вірування, під впливом монотеїстичних поглядів їхніх сусідів, видозмінилися і був створений образ Єдиного Бога Тÿҥ Ош Поро Кугу Юмо (Єдиний Світлий Добрий Великий Бог).
Послідовники Марійської традиційної релігії здійснюють релігійні ритуали, масові моління, проводять благодійні, культурно-просвітницькі заходи. Вони навчають і виховують підростаюче покоління в народных традиціях, видають і поширюють релігійну літературу. В наш час  зареєстровано чотири районні релігійні організації.
Молитовні зібрання і масові моління проводяться згідно з традиційним календарем, при цьому завжди враховується положення місяця і сонця. Громадські моління проходять, як правило, в священних гаях (кӱсото). Молінням керує онаеҥ,карт (карт кугыза).

## Історія
- Наприкінці 1820-х років як протест проти християнізації відбувається декілька масових молінь, у кожному з яких бере участь кілька тисяч віруючих.
- У 1830 році за наказом міністра внутрішніх справ було підірвана священна для марійців гора Чумбилат.
- У 1870-х роках у марійській релігії виникла реформаторська течія Кугу сорта.
- Після ряду безуспішних звернень до російського імператора послідовники Кугу сорта у 1891 році надіслали лист турецькому султану з проханням про захист.
- 23 липня 1917 року на сьомому засіданні першого З'їзду марі було прийнято рішення про надання марійській релігії рівних з іншими релігіями прав та формування Центрального духовного управління марі.
- У СРСР починаючи з 1930-х років марійські моління заборонені, однак  час від часу вони відбувалися таємно, а в багатьох місцевостях особливо у східних марійців, які живуть компактно на схід від республіки Марій-Ел, відкрито.

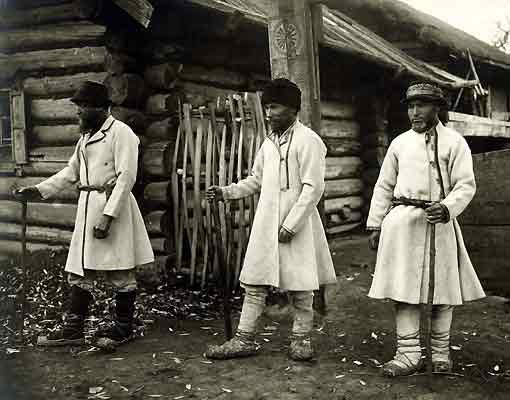
Марійські жерці-карти — розпорядники традиційних молінь. Кінець XIX століття
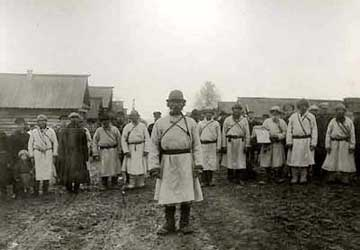
Група картів у святковому одязі. Кінець XIX століття
Молебінь під час жертвопринесення в священному гаї. Кінець XIX століття

## Сучасність
- Наприкінці 2008 року, вперше після Другої світової війни у Нижегородській області марійські традиціоналісти  провели моління. На моління з навколишніх сіл прийшло одинадцять чоловік. Ритуал жертвопринешення трьох баранів звершив жрець Альберт Рукавішніков.[2]

- 29 квітня 2009 року Верховний суд Марій Ел визнав книгу «Жрець говорить» («Онаеҥ ойла») авторства марійського жреця Віталія Танакова екстремістською літературою. У той же час впливова в республіці правозахисна організація «Людина і закон» вважає дії прокуратури надуманими й такими, що надмірно втручаються у релігійні справи марійців.[3]